# 兄嫁はいじっぱり
『兄嫁はいじっぱり』(あによめはいじっぱり)(英語: Lover-in-Law)は、TinkerBell(Cyberworks)から2007年4月20日に発売された、二人の人妻の間で揺れる青年を描いたアダルトゲームである。
後に、同作は、2008年09月25日にmints(MS PICTURES)からDVDPG化されて、さらに、『人妻園 俺が人妻好きになった五本』にも収録された。
同作は、2話作構成でOVA化され、DISCOVERY(セブンエイト)から発売されている。
さらに、milky(MS PICTURES)から発売された『Milky × DISCOVERY 近親女子Pack』にも収録されている。

## システム
ゲームは人妻と仲良くなるまでを描いた第1部と、仲良くなった後を描いた第2部の二つに分かれている。
人妻との会話で選んだ選択肢によりポイントが貯まる仕組みになっている。
そのポイントを消費して様々なシチュエーションのHシーンを愉しむことができ、ゲームの進行につれて過激なシチュエーションを選べるようになっている。

## ストーリー
主人公・葛城勤は両親の死を機に、兄夫婦の元へ身を寄せていた。勤の実家は花屋だったが、商社マンである勤の兄は出張がちでなかなか家に戻れないため兄嫁の舞が店を切り盛りしており、勤は半ば舞に強いられる形で店を手伝っていた。
兄夫婦が結ばれてから5年目のある日、舞が子供を儲けた。子育てで店どころではなくなってきた舞は、自分の先輩である高間梢をアルバイトとして雇うことにした。そして、勤は梢の母性的な雰囲気に惹かれていった。

### キャラクター
葛城勤（かつらぎ つとむ）
声 - 城樹翔 (OVAのみ)
本作の主人公
葛城舞（かつらぎ まい）
声- 涼森ちさと
勤の兄嫁
夫との間に娘を儲けている。
勤に対しては強気に接しているが、単身赴任中の夫に対しては強気になれずにいる。
高間梢（たかま こずえ）
声 - 一色ヒカル
舞の先輩で、彼女が切り盛りする花屋へアルバイトに来た。
仕事では勤の方が先輩なので、彼に対しては敬語で話す。
既婚者で、夫との性生活の乏しさに悩んでいる。
おっとりしているようで意外と鋭い。

## 製品群
ゲーム (TinkerBell/Cyberworks)
- 兄嫁はいじっぱり (2007年4月20日 (18年前))

OVA (milky/MS PICTURES)
- 兄嫁はいじっぱり 完全版 (2009年10月30日 (15年前))
  - 兄嫁はいじっぱり #01 (2008年4月18日 (17年前))
  - 兄嫁はいじっぱり #02 (2008年6月20日 (16年前))

ライトノベル (パラダイム)
- 兄嫁はいじっぱり (PARADIGM NOVELS 343) (2007年8月29日 (17年前))

e‐Color Comic (TMEプラス·ウィルクリエイション)
- フルカラー成人版 Complete版 兄嫁はいじっぱり #01 (2017年4月21日 (8年前))
  - フルカラー成人版 分冊版 兄嫁はいじっぱり #01 (2015年7月3日 (9年前))
  - フルカラー成人版 分冊版 兄嫁はいじっぱり #02 (2015年7月3日 (9年前))
- フルカラー成人版 Complete版 兄嫁はいじっぱり #02 (201年4月28日 (1823年前))
  - フルカラー成人版 分冊版 兄嫁はいじっぱり #03 (2015年7月10日 (9年前))
  - フルカラー成人版 分冊版 兄嫁はいじっぱり #04 (2015年7月10日 (9年前))

## 制作スタッフ
- プロデューサー - 内田順久
- 原画 - 黒田晶見
- シナリオ - フレーム
- オープニング制作 - Mju:z

主題歌
- 『flower』 (OP)
  - 真理絵 (歌) simmy (作詞·作曲)
- 『明日』 (ED)
  - 明日香 (歌) hare (作詞·作曲)

## 評価
Game-Styleのカズオは、濃厚なHシーンについて評価しており、特に梢ルートについて「経験の浅い梢が主人公と逢瀬を重ねるうちに溺れていく過程がリアルに描かれていてドキドキした」と述べている。

### OVA版に対する評価
アダルトゲームのレビューサイト・Media ClipにはOVA版に対するレビューも掲載されており、レビュアーの天城螢は1巻・2巻ともにHシーンが少ないと指摘しており、Hよりもストーリー重視の視聴者に向いているのではないかと述べている。

### 註釈
1. ↑  日本の法律では、いわゆる裏DVDを始めとする、性器部分にモザイク処理などの修正を加えずに性交を収録しているポルノ作品は輸入禁制品に該当する。